# Cambridge Regional College FC
Cambridge Regional College FC (celým názvem: Cambridge Regional College Football Club) byl anglický fotbalový klub, který sídlil ve městě Cambridge v nemetropolitním hrabství Cambridgeshire. Jednalo se o rezervní tým Cambridge United FC. Založen byl v roce 2006, zanikl v roce 2014. Klubové barvy byly oranžová a černá.1
Své domácí zápasy odehrával na Abbey Stadium s kapacitou 10 847 diváků.

## Umístění v jednotlivých sezonách
Stručný přehled
Zdroj: 
- 2006–2014: Eastern Counties League (Premier Division)

Jednotlivé ročníky
Zdroj: 
Legenda: Z - zápasy, V - výhry, R - remízy, P - porážky, VG - vstřelené góly, OG - obdržené góly, +/- - rozdíl skóre, B - body, červené podbarvení - sestup, zelené podbarvení - postup, fialové podbarvení - reorganizace, změna skupiny či soutěže
| Anglie (2006 – 2014) |                                            |        |    |    |    |    |    |    |     |    |        |
| Sezóny               | Liga                                       | Úroveň | Z  | V  | R  | P  | VG | OG | +/- | B  | Pozice |
| 2006/07              | Eastern Counties League (Premier Division) | 9      | 42 | 12 | 6  | 24 | 60 | 79 | -19 | 42 | 17.    |
| 2007/08              | Eastern Counties League (Premier Division) | 9      | 42 | 16 | 9  | 17 | 77 | 63 | +14 | 57 | 13.    |
| 2008/09              | Eastern Counties League (Premier Division) | 9      | 40 | 26 | 5  | 9  | 86 | 54 | +32 | 83 | 2.     |
| 2009/10              | Eastern Counties League (Premier Division) | 9      | 38 | 27 | 6  | 5  | 96 | 29 | +67 | 87 | 2.     |
| 2010/11              | Eastern Counties League (Premier Division) | 9      | 42 | 15 | 12 | 15 | 73 | 59 | +14 | 57 | 11.    |
| 2011/12              | Eastern Counties League (Premier Division) | 9      | 40 | 18 | 9  | 13 | 79 | 62 | +17 | 63 | 8.     |
| 2012/13              | Eastern Counties League (Premier Division) | 9      | 38 | 9  | 8  | 21 | 56 | 83 | -27 | 35 | 16.    |
| 2013/14              | Eastern Counties League (Premier Division) | 9      | 38 | 12 | 3  | 23 | 66 | 70 | -4  | 39 | 14.    |